# Formalidades de direitos autorais
As formalidades de direitos autorais são requisitos formais que a lei estabelece aos autores e titulares de direitos de autor com o objetivo de garantir ou manter a incidência legal, gerar evidências, e/ou, ainda, fazer cumprir direitos perante os tribunais. As formalidades historicamente conhecidas na área dos direitos autorais são o registro, a renovação, o aviso e o depósito de obras.

## Benefícios e críticas
As formalidades de direitos autorais trouxeram certos benefícios para usuários e detentores de direitos autorais de caráter informacional. Em linhas gerais, elas facilitaram, no curso do tempo, a identificação de titularidade, a duração e o escopo de proteção de obras. O aviso de direitos autorais no próprio trabalho, por exemplo, mencionando o detentor dos direitos autorais e a data de publicação, facilita de pronto a compreensão por terceiros sobre quem deve ser procurado caso se busque (re)utilizar de alguma forma aquela obra, bem como facilita a compreensão sobre as "intenções proprietárias" ou eventual liberação total ou parcial pelo(s) autor(es). Crítico da proibição legal às formalidades, Lawrence Lessig criou as licenças creative commons com o fim de facilitar liberações totais ou parciais de obras exatamente com o fim de facilitar reutilizações em determinados casos.
O registro e a renovação de direitos autorais possibilitavam encontrar mais informações sobre as obras e os detentores de direitos (inclusive alguns de seus dados de contato), pois tais informações eram/são localizadas centralmente em instituições como o Copyright Office nos Estados Unidos. A guarda e atualização de dados neste âmbito facilitou os acordos de licenciamento e o contato com os titulares. Igualmente, forneceu registros oficiais sobre quem possuía os direitos autorais, em caso de disputas.
No entanto, as formalidades de direitos autorais passaram a ser vistas, por alguns, como um fardo desnecessário para os criadores – principalmente os autores do final do século XIX, antes às complicações decorrentes da internacionalização dos direitos autorais. Em âmbito nacional, autores que não cumprissem com algum aspecto particular de uma formalidade – por exemplo, colocar o aviso no lugar errado ou na ordem errada, ou não renovar um direito autoral em tempo hábil – poderiam perder seus direitos autorais. Consequentemente, Victor Hugo e outros autores promoveram uma série de discussões para a reforma de direitos autorais e, neste contexto, a eliminação das formalidades no final do século XIX passou a ser discutida. Após uma série de convenções sobre a matéria, o texto de Berlim de 1908 da Convenção de Berna proibiu os signatários do tratado de condicionar os direitos autorais a formalidades, projetando uma mudança nas regras de direitos autorais de um sistema de aplicação (registro) para direitos autorais automáticos que passou a incidir, em sua completude, a partir da fixação.

## Fuga das formalidades
A Convenção de Berna foi adotada pela primeira vez em 1886 por oito países, com uma maior repercussão na Europa. A aceitação cresceu ao longo do século 20, após a mencionada revisão ocorrida em 1908. Os Estados Unidos, uma notável resistência tardia, aderiram a Berna apenas em 1.º de março de 1989, com a aprovação da Lei de Implementação da Convenção de Berna de 1988. A China, outra resistência notável, juntou-se a Berna apenas em 1992. Com a franca adoção ao tratado, a exigência de formalidades para obter um direito autoral deixou de ser prática comum em todo o mundo.

## Interesse renovado nas formalidades
Com os debates sobre os direitos autorais gerados no ambiente da internet, bem como com o crescimento do problema das chamadas "obras órfãs", além de diversos dilemas decorrentes das incertezas sobre as obras que estão ou não em domínio público, um novo momento de discussão sobre as formalidades se iniciou. O relatório de 2006 do US Copyright Office sobre obras órfãs, por exemplo, citou a mudança de paradigma sobre as formalidades como um dos fatores críticos por trás do surgimento de obras órfãs.

Consequentemente, alguns estudiosos e defensores de políticas distintas sobre direitos autorais (como o professor de direito e ativista Lawrence Lessig e a deputada Zoe Lofgren) argumentam pelo retorno a um sistema de requisitos de registro e possivelmente outras formalidades, como aviso de direitos autorais. A Faculdade de Direito da UC Berkeley realizou uma conferência em 2013 sobre a questão "Reform(aliz)ing Copyright for the Internet Age?", observando que
"As formalidades, que nas últimas três décadas desapareceram em grande parte da lei de direitos autorais americana, podem estar prestes a voltar. ... [R]ecente pesquisa sobre formalidades sugere que podemos obter muitos dos benefícios que as formalidades prometem para uma lei de direitos autorais mais eficiente e focada, sem os problemas que nos levaram a eliminá-las em primeiro lugar."